# Babanusa
Babanusa este un oraș în Sudan.

## Climă
| Date climatice pentru Babanusa (1961–1990) | Date climatice pentru Babanusa (1961–1990) | Date climatice pentru Babanusa (1961–1990) | Date climatice pentru Babanusa (1961–1990) | Date climatice pentru Babanusa (1961–1990) | Date climatice pentru Babanusa (1961–1990) | Date climatice pentru Babanusa (1961–1990) | Date climatice pentru Babanusa (1961–1990) | Date climatice pentru Babanusa (1961–1990) | Date climatice pentru Babanusa (1961–1990) | Date climatice pentru Babanusa (1961–1990) | Date climatice pentru Babanusa (1961–1990) | Date climatice pentru Babanusa (1961–1990) | Date climatice pentru Babanusa (1961–1990) |
| Luna                                       | Ian                                        | Feb                                        | Mar                                        | Apr                                        | Mai                                        | Iun                                        | Iul                                        | Aug                                        | Sep                                        | Oct                                        | Nov                                        | Dec                                        | Anual                                      |
| ------------------------------------------ | ------------------------------------------ | ------------------------------------------ | ------------------------------------------ | ------------------------------------------ | ------------------------------------------ | ------------------------------------------ | ------------------------------------------ | ------------------------------------------ | ------------------------------------------ | ------------------------------------------ | ------------------------------------------ | ------------------------------------------ | ------------------------------------------ |
| Maxima medie °C (°F)                       | 32.3 (90,1)                                | 35.1 (95,2)                                | 38.1 (100,6)                               | 40.1 (104,2)                               | 39.3 (102,7)                               | 36.3 (97,3)                                | 32.7 (90,9)                                | 32.3 (90,1)                                | 33.6 (92,5)                                | 35.9 (96,6)                                | 35.7 (96,3)                                | 34.7 (94,5)                                | 35,5 (95,9)                                |
| Media zilnică °C (°F)                      | 24.2 (75,6)                                | 27.1 (80,8)                                | 30.3 (86,5)                                | 32.3 (90,1)                                | 32.5 (90,5)                                | 27.9 (82,2)                                | 27.8 (82)                                  | 27.5 (81,5)                                | 28.1 (82,6)                                | 29.5 (85,1)                                | 28.2 (82,8)                                | 26.1 (79)                                  | 28,5 (83,3)                                |
| Minima medie °C (°F)                       | 16.1 (61)                                  | 19.1 (66,4)                                | 22.6 (72,7)                                | 24.5 (76,1)                                | 25.7 (78,3)                                | 19.5 (67,1)                                | 22.9 (73,2)                                | 22.7 (72,9)                                | 22.6 (72,7)                                | 23.0 (73,4)                                | 20.7 (69,3)                                | 17.5 (63,5)                                | 21,4 (70,5)                                |
| Minima istorică °C (°F)                    | 7.7 (45,9)                                 | 11.2 (52,2)                                | 11.2 (52,2)                                | 14.0 (57,2)                                | 19.0 (66,2)                                | 14.6 (58,3)                                | 17.0 (62,6)                                | 16.9 (62,4)                                | 17.7 (63,9)                                | 16.9 (62,4)                                | 14.2 (57,6)                                | 8.6 (47,5)                                 | 7,7 (45,9)                                 |
| Precipitații mm (inches)                   | 0.0 (0)                                    | 0.0 (0)                                    | 0.9 (0.035)                                | 6.2 (0.244)                                | 21.7 (0.854)                               | 88.0 (3.465)                               | 125.2 (4.929)                              | 125.3 (4.933)                              | 107.0 (4.213)                              | 22.9 (0.902)                               | 0.1 (0.004)                                | 0.0 (0)                                    | 497,3 (19,579)                             |
| Umiditate [%]                              | 23                                         | 19                                         | 17                                         | 19                                         | 36                                         | 49                                         | 64                                         | 69                                         | 63                                         | 43                                         | 26                                         | 22                                         | 37,5                                       |
| Nr. de zile cu precipitații (≥ 0.1 mm)     | 0.0                                        | 0.1                                        | 0.2                                        | 0.8                                        | 3.5                                        | 7.8                                        | 11.0                                       | 12.2                                       | 9.6                                        | 3.7                                        | 0.1                                        | 0.0                                        | 49,0                                       |
| Ore însorite                               | 316.2                                      | 280.0                                      | 282.1                                      | 279.0                                      | 282.1                                      | 243.0                                      | 201.5                                      | 210.8                                      | 228.0                                      | 266.6                                      | 309.0                                      | 313.1                                      | 3.211,4                                    |
| Sursă: NOAA                                |                                            |                                            |                                            |                                            |                                            |                                            |                                            |                                            |                                            |                                            |                                            |                                            |                                            |